# Bent Sørensen
Bent Sørensen (ur. 18 lipca 1958 w Borup koło Ringsted) – duński kompozytor muzyki współczesnej.

## Życiorys
Studiował kompozycję pod kierunkiem Iba Nørholma w Królewskim Duńskim Konserwatorium Muzycznym w Kopenhadze (1983–1987) oraz Pera Nørgårda w Królewskim Jutlandzkim Konserwatorium Muzycznym w Aarhus (1988–1990). Wpływ tych kompozytorów spowodował odejście od fascynującej go początkowo muzyki ludowej i wprowadził do jego twórczości stylistyczną otwartość i dbałość o detale.
W 2011 był kompozytorem-rezydentem brytyjskiego Huddersfield Contemporary Music Festival. Od 2008 jest profesorem wizytującym na Wydziale Kompozycji Królewskiej Akademii Muzycznej w Londynie.
Sørensen komponował na zamówienie Arditti Quartet, London Sinfonietta, Ensemble Modern, Ensemble InterContemporain, Fundacji Calouste Gulbenkiana, BBC i Danmarks Radio. Swoje kompozycje dedykował m.in. puzoniście Christianowi Lindbergowi (Birds and Bells) i pianiście Leifowi Ove Andsnesowi (II koncert fortepianowy La Mattina).

## Twórczość
Pierwszy sukces osiągnął już w latach 80. kwartetami smyczkowymi: Alman (1984), Adieu (1986), Angels’ Music (1988) i Schrie und Melancholie (1994), które nadal zaliczane są do jednych z najważniejszych dzieł kompozytora. W latach 90. zaczął odchodzić od muzyki kameralnej, sięgając po duże formy orkiestrowe. W 1992 skomponował The Echoing Garden na orkiestrę z chórem i solistami do tekstów Szekspira, Cohena i Rilkego, a rok później koncert skrzypcowy Sterbende Gärten, który w 1996 otrzymał nagrodę muzyczną Rady Nordyckiej. Następne bardziej znaczące kompozycje to m.in. koncert Birds and Bells na puzon i 14 instrumentów (1995), Symfonia (1996) oraz koncert fortepianowy La Notte (1998).
W 2008 ukończył swój niezwykły utwór Sounds Like You, w zamierzeniu którego publiczność sal koncertowych w Bergen i Kopenhadze staje się jednym z wykonawców. Ogromnym sukcesem okazał się jego koncert potrójny L'isola della città na wielką orkiestrę i trio fortepianowe (2015), określony przez krytykę jako kompozycja „ogłuszająco cicha”. Utwór ten przyniósł Sørensenowi w 2018 prestiżową nagrodę Grawemeyer Award for Music Composition.
Sørensen kształtuje formę poprzez rozpraszanie i rozdrabnianie początkowego zamysłu kompozycyjnego, umyślne zacierając jego kontury . Takie zagęszczenie muzycznej narracji jest jego indywidualną transformacją polifonicznej idei przejętej od Nørgårda. Czyni to poprzez powtarzające się ćwierćtony, glissanda, tremola i szybkie staccato. Technika ta przywodzi skojarzenie z malarskim puentylizmem Seurata .

## Wybrane kompozycje
(na podstawie materiałów źródłowych )
- Trotto na zespół kameralny (1983), wyk. polskie Warszawska Jesień 1984
- Kwartety smyczkowe:
  - Alman (1984)
  - Adieu (1986)
  - Angels’ Music (1988)
  - Schrie und Melancholie (1994)
- The lady of Shalott na skrzypce lub altówkę (1987), wyk. polskie Warszawska Jesień 2002
- Funeral Peocession na skrzypce i altówkę solo oraz 6 instrumentów (1989)
- The Echoing Garden na orkiestrę z chórem i solistami, tekst: William Szekspir, Albert Cohen i Rainer Maria Rilke (1992)
- Sterbende Gärten na skrzypce i orkiestrę (1993)
- Birds and Bells na puzon i 14 instrumentów (1995)
- The Birds of Lament na dwa puzony i perkusję (1995)
- Symfonia (1996), wyk. polskie Warszawska Jesień 2001
- koncert fortepianowy La Notte (1998), wyk. polskie Warszawska Jesień 1998
- Sinful Songs na duży zespół kameralny (1998)
- Shadow Siciliano na gitarę (1997)
- The Wings of the Night na kwartet smyczkowy i puzon (1997), wyk. polskie Warszawska Jesień 1998
- The Lady and the Lark na altówkę i duży zespół instrumentalny (1997)
- The Night of no Moon na duży zespół kameralny (1999)
- 7 Sehnsüchte na skrzypce i fortepian (1999)
- Looking of Darkness na akordeon (2000)
- Lulabies na fortepian (2000), wyk. polskie Warszawska Jesień 2014
- Wokaliza na mezzosopran i skrzypce, tekst: Peter Asmussen (2001)
- 6 pieśni na mezzosopran i skrzypce, teksty: Ono no Komachi i Hwang Chin-i (2001)
- Cavatina na mezzosopran, skrzypce i fortepian, tekst: Peter Asmussen (2001)
- Nocturnal na kwartet smyczkowy i puzon (2001)
- The Hill of the Heartless Giant na kontrabas (2001)
- The Weeping White Room na flet, obój, perkusję, fortepian i instrumenty smyczkowe (2002)
- Intermezzi na dwa mezzosoprany, sześć skrzypiec i orkiestrę (2003)
- Under the Sky, opera, libretto: Peter Asmussen (2003)
- Phantasmagoria na skrzypce, wiolonczelę i fortepian (2007)
- Sounds Like You na dwóch aktorów, chór, orkiestrę i publiczność (2008)
- II koncert fortepianowy La Mattina na fortepian, orkiestrę i live electronics ad libitum (2009)
- It is pain flowing down slowly on a white wall na akordeon i instrumenty smyczkowe (2010)
- Tunnels de lumière na orkiestrę (2010)
- Gondole na skrzypce, altówkę i wiolonczelę (2010)
- Schattenlinie na altówkę, klarnet i fortepian (2010)
- Serenidad na klarnet, orkiestrę i taśmę (2012)
- Doll Steps in Venice na klarnet i orkiestrę (2013)
- Rosenbad – Papillons na fortepian, dwoje skrzypiec, altówkę i wiolonczelę (2013)
- koncert na trąbkę (2013)
- Ständchen na orkiestrę (2013)
- Behind a Backyard na sopran i orkiestrę (2013)
- Pantomime – Papillons na fortepian i orkiestrę (2014)
- Mignon – Papillons na fortepian i instrumenty smyczkowe (2014)
- koncert potrójny L'isola della città na wielką orkiestrę i trio fortepianowe (2015)